# Kepler-454c
Kepler-454c es un planeta extrasolar que forma parte de un sistema planetario formado por al menos tres planetas. Orbita la estrella denominada Kepler-454. Fue descubierto en el año 2015 por la sonda Kepler por medio de velocidad radial.